# 西新町 (太田市)
西新町（にししんまち）は、群馬県太田市の町。沢野地区および宝泉地区に含まれる。

## 地理
北部は太田西部工業団地となっている。

### 近隣町丁
- 由良町
- 上田島町
- 中根町
- 下田島町
- 米沢町
- 細谷町

## 沿革
太田西部工業団地の造成に伴って新たに設定された。

### 年表
- 1973年12月18日 - 大字細谷字下田、字中堀、大字下田島字上谷中、字稲荷木、字溜下、字境田の全部と、大字細谷字宮下、字西谷、字西堀向、字新堀向、大字米沢字北、大字上田島字前田の各一部をもって、西新町を設定する[5]。

## 世帯数と人口
2022年（令和4年）3月31日現在の世帯数と人口は以下の通りである。
| 町丁   | 世帯数   | 人口   |
| ------ | -------- | ------ |
| 西新町 | 1930世帯 | 3796人 |

## 交通

### 鉄道
町内に鉄道は通っていない。

### 道路
- 国道354号

## 産業

### 工業
- 太田西部工業団地
  - IHI原動機太田工場
  - アイテック
  - 池田製作所
  - イーパック
  - 植木プラスチック
  - 太田化工
  - 太田都市ガス
  - 笠原鉄工所
  - 加藤工業
  - サニックス太田工場
  - サンレイ工業
  - 鈴木工業本社工場
  - 千代田製作所
  - 東亜工業本社工場
  - 古川製作所本社工場
  - 村上開明堂東日本
  - 明電舎太田事業所
  - モメンティブ・パフォーマンス・マテリアルズ・ジャパン太田事業所
  - ヨシカワ